# 老范寨站
老范寨站位于云南省河口瑶族自治县老范寨乡，是昆河铁路的一个铁路车站。车站建于1908年，1957年重建，1998年废弃。车站及其上下行区间均未电气化。车站距离昆明北站425公里，隶属昆明铁路局开远车务段，是四等站。